# Westeinde (Rijnwoude)
Pour les articles homonymes, voir Westeinde.
Westeinde est un hameau de la commune néerlandaise d'Alphen-sur-le-Rhin (anciennement de Rijnwoude), dans la province de la Hollande-Méridionale.